# Anchois de Collioure
L'anchois de Collioure est une production alimentaire spécifique de la commune de Collioure, située dans le département français des Pyrénées-Orientales, qui a obtenu le 24 juin 2004 le label européen d'IGP. L'espèce d'anchois utilisée est Engraulis encrasicolus.
L'anchois de Collioure se présente sous trois formes : anchois au sel, filets d'anchois en saumure, filets d'anchois à l'huile. La production représente environ 400 tonnes par an.
Il s'agit de la seule appellation d'origine française attribuée à un poisson.

## Histoire
En 1659, le Traité des Pyrénées raccorde la ville de Collioure à la France ; le roi exonère alors cette ville de gabelle.

## L'anchois
Petit poisson de quinze à vingt centimètres de longueur, l'anchois fréquente les mers d'Europe : la mer Méditerranée, la mer du Nord, la Mer Noire, l'Océan Atlantique.
Les anchois passent l'hiver sur des fonds de cent à deux cents mètres de profondeur où ils trouvent une température clémente. Pour frayer ils se rapprochent des côtes ; ils constituent alors des bancs de millions et parfois de milliards d'individus.

### Pêche
Sa pêche se pratique en juin-juillet à l'aide de filets appelés « rissoles » la nuit, les anchois sont attirés dans les filets à l'aide du « lamparo ». Cependant, la présence d'anchois exploitables dans la Méditerranée se fait rare, si bien que les conserveries sont de plus en plus obligées d'importer du poisson du golfe de Gascogne ou d'Argentine. Ces pénuries croissantes nourrissent les craintes des acteurs de la filière économique locale,,.

### Conservation
Pour leur conservation les anchois sont salés dans des barils dans lesquels sont alternés des lits de sel et des lits d'anchois.

## Propriétés
L'anchois aurait les propriétés d'exciter l'appétit et de faciliter la digestion.
Les Romains préparaient avec ces petits poissons écrasés et cuits dans la saumure, auxquels ils ajoutaient du vinaigre et du persil haché, une sauce très prisée qu'ils baptisaient garum. Ce garum ressemble assez à la sauce aux anchois des Britanniques.
Le pissalat aux anchois des Provençaux est obtenu en passant au tamis des anchois marinés dans la saumure ; cette purée est délayée avec un peu de saumure et aromatisée de clous de girofle. En pilant des filets d'anchois après les avoir dessalés, et en les amalgamant à environ quatre fois leur volume de beurre, on obtient le beurre d'anchois, très prisé sur des canapés à l'heure de l'apéritif, ou encore l'anchoïade. Il accompagne parfaitement les viandes et les poissons grillés.

## Recettes

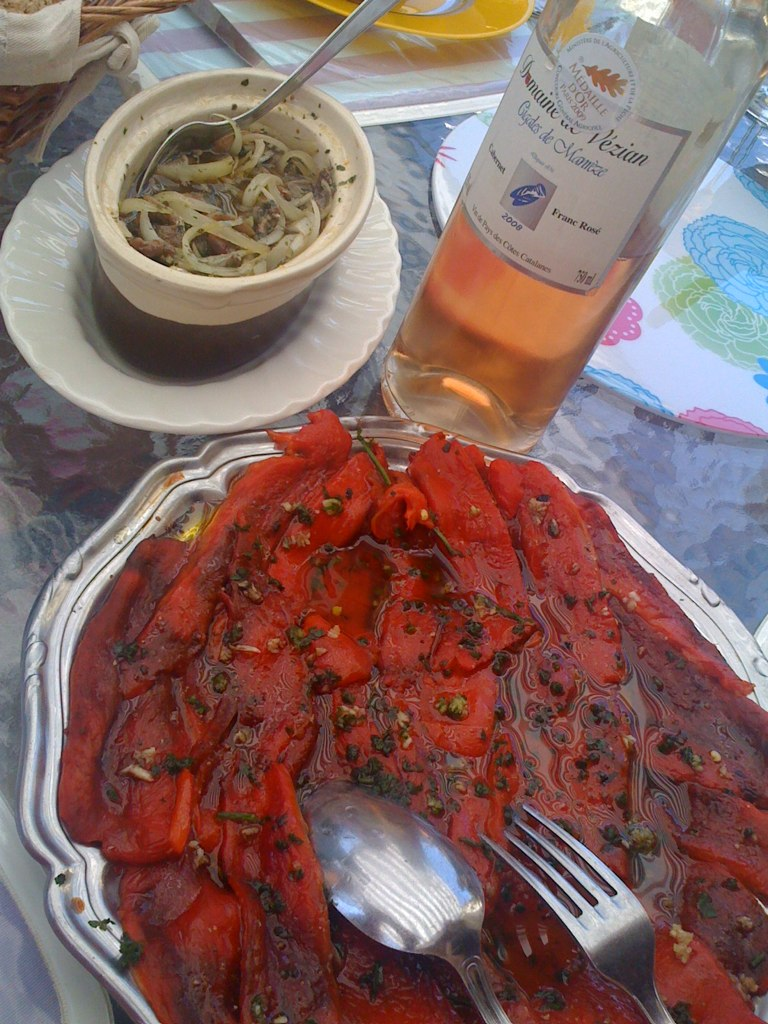
Anchois de Collioure et poivrons grillés

L'anchois de Collioure est un mets essentiel de la gastronomie locale. Parmi les différentes recettes : 
- anchois aux pommes reinettes
- anchois à la catalane
- salade de haricots blancs aux anchois
- mille-feuille aux anchois